# The Moon and Back
The Moon and Back est un film indépendant américain réalisé par Leah Bleich et sorti en 2024.

## Synopsis
Lydia Gilbert (Isabel May) vit sa dernière année de lycée. Elle se sent perdue entre les dossiers d'universités, la mort récente de son père et un déménagement imminent voulu par sa mère (Missi Pyle). Alors qu'elle emballe à contre-cœur ses cartons, elle tombe sur un scénario de film écrit par son défunt paternel (Nat Faxon). Lydia, pour éviter de partir en stage chez le voisin informaticien prétend alors qu'elle est en train de monter ce film, Space Chronicles. Un mensonge qui devient bientôt une réelle envie. Aidé de son ami d'enfance Simon (Miles Gutierrez-Riley) et du conseiller du lycée, Mr. Martin (P.J. Byrne), ils se lancent dans l'aventure, camescope et cassette VHS en main.

## Fiche technique
- Titre original : The Moon and Back
- Réalisation et scénario : Leah Bleich
- Musique : Wesley Hughes
- Montage : Josh Snyder
- Photographie : Miko Reyes
- Costumes : Chantal Filson
- Distribution : Lionsgate
- Pays de production : États-Unis
- Genre : Comédie dramatique
- Durée : 74 minutes

## Distribution
- Isabel May : Lydia Gilbert
- Missi Pyle : Diane Gilbert, mère de Lydia
- Nat Faxon : Peter Gilbert
- Miles Gutierrez-Riley : Simon
- Roman Michael : George
- Molly Jackson : Mariana
- P. J. Byrne : Thomas Martin
- Taiv Lee : Josh